# Стефані Тан
Стефані Тан (нар. 16 вересня 1992) — колишня сінгапурська тенісистка.
Найвищу одиночну позицію світового рейтингу — 438 місце досягла 15 травня 2017, парну — 507 місце — 8 травня 2017 року.
Здобула 2 одиночні та 2 парні титули туру ITF.

## Фінали ITF

### Одиночний розряд: 2 (2 перемоги)
| Легенда         |
| --------------- |
| турніри $75,000 |
| турніри $50,000 |
| турніри $25,000 |
| турніри $15,000 |
| турніри $10,000 |

| Фінали за покриттям |
| ------------------- |
| Тверде (2–0)        |
| Ґрунт (0–0)         |
| Трава (0–0)         |
| Килим (0–0)         |

| Результат | W-L | Дата           | Турнір                  | Покриття | Суперниця      | Рахунок  |
| --------- | --- | -------------- | ----------------------- | -------- | -------------- | -------- |
| Перемога  | 1–0 | 5 червня 2016  | ITF Баку, Азербайджан   | Тверде   | Валерія Зєлєва | 6–1, 6–0 |
| Перемога  | 2–0 | 15 жовтня 2016 | ITF Джакарта, Індонезія | Тверде   | Джессі Ромп'єс | 6–4, 6–4 |

### Парний розряд: 4 (2–2)
| Легенда         |
| --------------- |
| турніри $80,000 |
| турніри $60,000 |
| турніри $25,000 |
| турніри $15,000 |
| турніри $10,000 |

| Фінали за покриттям |
| ------------------- |
| Тверде (2–2)        |
| Ґрунт (0–0)         |
| Трава (0–0)         |
| Килим (0–0)         |

| Результат | Дата           | Турнір                  | Покриття | Партнерка         | Суперниці                            | Рахунок  |
| --------- | -------------- | ----------------------- | -------- | ----------------- | ------------------------------------ | -------- |
| Перемога  | 2 серпня 2014  | ITF Форт-Верт, США      | Тверде   | Гейлі Картер      | Кетрін Гаррісон Мері Везерголт       | 6–3, 6–3 |
| Поразка   | 2 червня 2016  | ITF Баку, Азербайджан   | Тверде   | Тамара Чурович    | Ксенія Беккер Аліна Силич            | 3–6, 4–6 |
| Перемога  | 10 червня 2016 | ITF Баку, Азербайджан   | Тверде   | Каміла Керімбаєва | Катерина Малікова Ангеліна Шахрайчук | 6–2, 6–3 |
| Поразка   | 11 серпня 2017 | ITF Нонтхабурі, Таїланд | Тверде   | Женев'єв Лорберґс | Тамачан Момкунтход Варуня Вонгтінчай | 3–6, 4–6 |